# チョン・ドヨン
チョン・ドヨン（전 도연、1973年2月11日 - ）は、韓国の女優。ソウル特別市出身。マネジメントSOOP所属。身長165cm、体重48kg。ソウル芸術専門大学放送演芸科卒業。
カンヌ国際映画祭女優賞をはじめとする数々の映画賞を受賞し、演技派として知られている。主な映画出演作品には、『ハッピーエンド』（1999年）、『ユア・マイ・サンシャイン』（2005年）、『シークレット・サンシャイン』（2007年）がある。

## 経歴
1990年にジョンソン&ジョンソンのCMで芸能界デビュー。1992年のドラマ『われらの天国』で女優としてのキャリアをスタート。映画初出演となった1997年の『接続 ザ・コンタクト』での演技が評価され、韓国のアカデミー賞といわれる大鐘賞と青龍映画賞の新人女優賞を受賞。その後も大鐘賞、青龍映画賞など国内の数多くの賞で主演女優賞を受賞、2007年には映画『シークレット・サンシャイン』での演技により第60回カンヌ国際映画祭女優賞を受賞。
2007年3月11日に9歳年上の実業家と結婚、2009年1月22日に女児を出産。結婚後は芸能活動を休止していたが、2010年の映画『ハウスメイド』で復帰。　

## 出演

### 映画
- 接続 ザ・コンタクト（1997年） - スヒョン 役
- 約束（1998年） - チェ・ヒジュ 役
- 我が心のオルガン（1999年） - ユン・ホンヨン 役
- ハッピーエンド（1999年） - チェ・ボラ 役
- 私にも妻がいたらいいのに（2000年） - チョン・ウォンジュ 役
- 血も涙もなく（2001年） - スジン 役
- スキャンダル（2003年） - チョン・ヒヨン 役
- 初恋のアルバム 人魚姫のいた島（2004年） - キム・ナヨン／チュ・ヨンスン 役
- ユア・マイ・サンシャイン（2005年） - チョン・ウナ 役
- シークレット・サンシャイン（2007年） - イ・シネ 役
- 素晴らしい一日（2008年） - キム・ヒス 役
- ハウスメイド（2010年） - ウニ 役
- カウントダウン（2011年） - チャ・ハヨン 役
- マルティニークからの祈り（2013年） - ソン・ジョンヨン 役
- 無頼漢 渇いた罪（2015年） - キム・ヘギョン 役
- メモリーズ 追憶の剣（英語版） Memories of the Sword （2015年） - ウォルソ 役[1]
- 男と女（2016年） - サンミン 役[2]
- 君の誕生日（2019年） - スンナム 役[3]
- 藁にもすがる獣たち（2020年） - ヨンヒ 役[4]
- 非常宣言（2022年） - キム・スッキ 役[5]
- キル・ボクスン（2023年） - ギル・ボクスン 役[6]
- リボルバー（2024年） - ハ・スヨン 役

### ドラマ
- われらの天国（1992年、MBC） - スヒョン 役
- 恋の香り（1994年、SBS） - シン・ヘジン 役
- 総合病院（1994年-1996年、MBC） - カン・スンヨン 役
- 愛はブルー（1995年、SBS） - ナ・ヘジン 役
- 別れの6段階（1995年、KBS2） - パク・ジュニョン 役
- 若者のひなた（1995年、KBS2） - イム・ジョンヒ 役
- プロジェクト（1996年、KBS2） - ユ・ヒョンジョン 役
- TV孫子兵法（1996年、KBS2）
- 北の駅から（1996年、MBC） - チェ・ケスン 役
- 愛するまで（1996年、KBS） - ソ・ウンジュ 役
- 星に願いを（1997年、MBC） - ヤン・ソンエ 役
- かたつむり（1997年、SBS） - ヤン・ソンジャ 役
- あなたを忘れられない～せつないラブストーリー～（1998年、MBC） - セジン 役
- 記憶の主人（1999年、SBS）
- 星を射る（2002年、SBS） - ハン・ソラ 役
- プラハの恋人（2005年、SBS） - ユン・ジェヒ 役
- オンエアー（2008年、SBS） - 本人 役
- グッドワイフ〜彼女の決断〜（2016年、tvN） - キム・ヘギョン 役
- 人間失格（2021年、JTBC） - ブジョン 役[7]
- イルタ・スキャンダル〜恋は特訓コースで〜（2023年、tvN） - ナム・ヘンソン 役[8]

## 受賞歴

### 国内

#### 大鐘賞
- 第35回大鐘賞 新人女優賞（1997年、『接続 ザ・コンタクト』）
- 第37回大鐘賞 女優主演賞（2000年、『我が心のオルガン』）
- 第43回大鐘賞 女優主演賞（2006年、『ユア・マイ・サンシャイン』）
- 第44回大鐘賞 特別賞（2007年、『シークレット・サンシャイン』）

#### 青龍映画賞
- 第18回青龍映画賞 新人女優賞（1997年、『接続 ザ・コンタクト』）
- 第20回青龍映画賞 人気スター賞（1999年）
- 第20回青龍映画賞 女優主演賞（1999年、『我が心のオルガン』）
- 第21回青龍映画賞 人気スター賞（2000年）
- 第23回青龍映画賞 人気スター賞（2002年）
- 第28回青龍映画賞 女優主演賞（2007年、『シークレット・サンシャイン』）

#### 百想芸術大賞
- 第34回百想芸術大賞 人気賞（1998年、『接続 ザ・コンタクト』）
- 第35回百想芸術大賞 女優主演賞（1999年、『約束』）
- 第37回百想芸術大賞 女優主演賞（2000年、『僕にも妻がいたらいいのに』）
- 第61回百想芸術大賞 女優主演賞（2025年、『リボルバー』）

#### 大韓民国映画大賞
- 第3回大韓民国映画大賞 女優主演賞（2004年、『初恋のアルバム ～人魚姫のいた島～』）
- 第4回大韓民国映画大賞 女優主演賞（2005年、『ユア・マイ・サンシャイン』）
- 第6回大韓民国映画大賞 女優主演賞（2007年、『シークレット・サンシャイン』）

#### 春史大賞映画祭
- 第8回春史大賞映画祭 主演女優賞（2000年、『ハッピー・エンド』）
- 第13回春史大賞映画祭 今年の女優主演賞（2005年、『ユア・マイ・サンシャイン』）

#### SBS演技大賞
- SBS演技大賞 女子最優秀賞、10代スター賞（2001年）
- SBS演技大賞 大賞（2005年、『プラハの恋人』）

#### 韓国映画評論家協会賞
- 第18回韓国映画評論家協会賞 新人女優賞（1998年、『接続 ザ・コンタクト』）
- 第20回韓国映画評論家協会賞 女子主演賞（2000年、『ハッピーエンド』）
- 第25回韓国映画評論家協会賞 女優主演賞（2005年、『ユア・マイ・サンシャイン』）
- 第27回韓国映画評論家協会賞 女優演技賞（2007年、『シークレット・サンシャイン』）

#### その他
- 第22回黄金撮影賞 最優秀人気女優賞（1999年、『約束』）
- 第1回釜山映画評論家協会賞 主演女優賞（2000年、『ハッピーエンド』）
- ベストドレッサー賞（2007年）
- 第10回ディレクターズ・カット授賞式 今年の演技者賞（2007年、『シークレット・サンシャイン』）
- 第2回大韓民国ソウル文化芸能大賞 映画俳優大賞（2011年、『ハウスメイド』）[9]

### 海外
- 第60回カンヌ国際映画祭 女優賞（2007年、『シークレット・サンシャイン』）
- アジアプロデューサーネットワークカンファレンス（APN） アジア映画人賞（2007年）
- 第1回アジア太平洋映画賞 女優主演賞（2007年、『シークレット・サンシャイン』）
- 第2回アジア・フィルム・アワード 主演女優賞（2008年、『シークレット・サンシャイン』）
- フランス芸術文化勲章シュバリエ章 （2009年、『シークレット・サンシャイン』）[10]